# Doug Burden
Doug Burden, född den 29 juli 1965 i Rutland, Vermont, är en amerikansk roddare.
Han tog OS-silver i fyra utan styrman i samband med de olympiska roddtävlingarna 1992 i Barcelona.